# Liste der Naturdenkmale in Gornsdorf
Die Liste der Naturdenkmale in Gornsdorf nennt die Naturdenkmale in Gornsdorf im sächsischen Erzgebirgskreis.

## Definition
„Naturdenkmäler sind rechtsverbindlich festgesetzte Einzelschöpfungen der Natur oder entsprechende Flächen bis zu fünf Hektar, deren besonderer Schutz erforderlich ist
1. aus wissenschaftlichen, naturgeschichtlichen oder landeskundlichen Gründen oder
2. wegen ihrer Seltenheit, Eigenart oder Schönheit.“

„§ 18 – Naturdenkmäler – (zu § 28 BNatSchG)
(1) Die Erklärung nach § 22 Abs. 1 BNatSchG von Teilen von Natur und Landschaft als Naturdenkmal erfolgt durch Rechtsverordnung oder Einzelanordnung.
(2) Über § 28 Abs. 1 BNatSchG hinaus können Naturdenkmäler zur Sicherung von Lebensgemeinschaften oder Lebensstätten von im Bestand gefährdeten oder streng geschützten Arten festgesetzt werden.“

## Liste
Link zu einem Kartenansichtstool, um Koordinaten zu setzen.
| Bild | Bezeichnung | Lage                                        | Beschreibung        | Datum                                                                                      | Nummer     |
| ---- | ----------- | ------------------------------------------- | ------------------- | ------------------------------------------------------------------------------------------ | ---------- |
| BW   | Klaus-Hang  | Gornsdorf (50° 42′ 27,2″ N, 12° 53′ 7,9″ O) | Fläche: ca. 9606 m² | Verordnung des Landratsamtes Stollberg als untere Naturschutzbehörde vom 13.04.1994, S. 10 | 364.23-098 |